# Beauvain
Beauvain ist eine französische Gemeinde mit 265 Einwohnern (Stand: 1. Januar 2022) im Département Orne in der Region Normandie. Sie gehört zum Arrondissement Alençon und zum Kanton La Ferté-Macé (bis 2015: Kanton Carrouges).

## Geographie
Beauvain liegt etwa 22 Kilometer nordwestlich von Alençon im Regionalen Naturpark Normandie-Maine. Sie wird umgeben von den Nachbargemeinden Le Grais im Norden, Saint-Georges-d’Annebecq im Osten und Nordosten, La Chaux im Südosten, Magny-le-Désert im Süden, La Ferté-Macé im Südwesten sowie Saint-Maurice-du-Désert im Westen.

## Bevölkerungsentwicklung
| Jahr                      | 1962 | 1968 | 1975 | 1982 | 1990 | 1999 | 2006 | 2013 | 2020 |
| Einwohner                 | 272  | 240  | 212  | 177  | 166  | 253  | 274  | 263  | 272  |
| Quelle: Cassini und INSEE |      |      |      |      |      |      |      |      |      |

## Sehenswürdigkeiten
- Kirche aus dem 16. Jahrhundert, Umbauten aus dem 19. Jahrhundert
- Schloss Beauvain
- Herrenhaus La Rousselière